# Јован Кинам
Јован Кинам (грч. Ἰωάννης Κίνναμος, рођен после 1143. — умро око 1200. године) био је византијски достојанственик и историчар. Његова Кратка историја (грч. Ἐπιτομή) обухвата византијску историју од 1118. до 1176. године. Вероватно је написана као наставак Алексијаде Ане Комнине. Кинамово дело сачувано је у делимично оштећеној верзији, пре свега без завршних поглавља. Претпоставља се да је првобитно дело временски обухватало период бар до смрти Манојла I Комнина 1180, а можда и прве владаре из династије Анђела.

## Биографија
Подаци о Кинамовом животу су малобројни и махом потичу из његовог дела. Рођен је након смрти Јована II Комнина (1143) што сам саопштава у својој историји. У раној младости пратио је Јовановог наследника, Манојла I Комнина у ратним походима у Европи и Азији. Присуствовао је борбама око Земуна 1165. године, а такође и бици код Мириокефалона 1176. године. Надживео је Манојла и нашао се у околини Андроника I Комнина. Учествовао је у теолошкој расправи у царском шатору у Лопадиону. Последњи подаци о Кинаму забележени су у време пада династије Анђео. Умро је вероватно 1203. године. Заузимао је положај секретара у царској администрацији. Припадао је групи виших чиновника, могуће у војној администрацији. У једном месту у своме делу наводи да је са царем често расправљао о филозофским питањима.

## Дело
Најпознатије Кинамово дело је Epitome. Обухвата византијску историју од 1118. до 1176. године, тј. доба владавине царева Јована и Манојла Комнина. У најстаријем сачуваном рукопису излагање се прекида 1176. године. Дело је, међутим, вероватно допирало до 1180. године тј. до Манојлове смрти. Дело је сачувано само у преписима што знатно умањује његову вредност. Сачуван препис има много празнина те се Кинам често позива на претходно излагање кога нема. Дело је писано после Манојлове смрти. Пошто се помиње његов син Алексије II на начин по коме се може закључити да је жив, вероватно је писано између 1180. и 1183. године. Постоје знакови који указују на то да је дело писано у књигама. Дело је сачувано у пет преписа. Најстарији рукопис потиче из 13. века.